# Радиохулиганство
Радиохулиганство — эксплуатация частным лицом нелегального радиопередатчика; нарушение правил поведения (хулиганство) радиолюбителями в радиоэфире.

## В СССР

Советский радиооператор-нелегал на рабочем месте. 1980-е гг.

Радиохулиганство в СССР порождалось, с одной стороны, общим интересом молодежи к техническому творчеству, с другой — стремлением к самоутверждению через «независимое» радиовещание. Считается, что движение «радиохулиганов» зародилось на рубеже шестидесятых годов, во времена хрущевской оттепели, и пик расцвета пришёлся на вторую половину 1960-х и 1970-е годы.
Радиолюбительство и распространение радиотехнических знаний считалось в СССР важным направлением военно-патриотического воспитания молодежи. Эта деятельность велась в основном через сеть радиотехнических школ ДОСААФ. Однако на местах, особенно в сельской местности, работа РТШ была зачастую поставлена формально, а то и вовсе отсутствовала. Кроме того, путь легального радиооператора-любителя осложнялся некоторыми скучными формальностями: нужно было пройти наблюдательский стаж, овладеть азбукой Морзе, сдать экзамен на право владеть передатчиком, в эфире соблюдать достаточно строгие правила радиообмена и так далее. Гораздо интереснее было, собрав простейший передатчик, обеспечить ближайшие окрестности передачами, которые невозможно было услышать по советскому радио: концертами Аркадия Северного, Владимира Высоцкого, западных рок-групп, «блатным» фольклором и песнями собственного сочинения. Более серьезные нелегалы интересовались, как и легальные радиолюбители, двусторонними связями на как можно более дальние расстояния (это называлось «работать на даль»).
Типичное техническое оснащение радиохулигана состояло из так называемой шарманки (она же приставка, машина, марахайка и пр.) — кустарного средневолнового передатчика с амплитудной модуляцией, обычно на лампе 6П3С или 6П6С. Источником питания и модулятором для шарманки служила, как правило, ламповая радиола или магнитофон. Качество сигнала такого передатчика обычно было невысоким. Его паразитные излучения вполне могли создавать помехи радиовещанию и служебной связи далеко за пределами средневолнового диапазона.
Радиохулиганство преследовалось в административном, а в случае рецидива — и в уголовном порядке. Органы Государственной инспекции электросвязи постоянно следили за эфиром и находили незаконные передатчики с помощью подвижных пеленгаторов.
Нынешние радиохулиганы предпочитают называть себя «свободными операторами» и часто пользуются уже не примитивными самоделками, а полноценной импортной связной аппаратурой, такой же, как и легальные радиолюбители. Их общение можно слышать, например, на частотах около 3 МГц («тройка»).
В радиолюбительском коде нелегальный оператор обозначается словом UNLIS (от англ. unlicensed — нелицензированный).